# Sin frenos
Sin frenos è il quarto album in studio de La Quinta Estación, il primo album come duo, dopo l'abbandono del chitarrista Pablo Domínguez. L'album è stato presentato in Messico il 3 marzo del 2009 ed è stato anticipato dal singolo Que Te Quería.

## Informazioni sull'album
Durante l'estate 2008 il gruppo aveva annunciato l'uscita del prossimo album per il mese di ottobre, ma verso la fine dell'anno circolarono alcune voci su una loro possibile separazione: la cantante della band Natalia Jiménez escluse questa ipotesi ma tuttavia annunciò l'abbandono di Pablo Domínguez e confermò che il nuovo album, chiamato Sin frenos, era in preparazione. Il 5 gennaio 2009 è uscito il primo singolo, Que te quería, mentre l'uscita del disco è prevista per il 3 marzo in Messico e poi a seguire in Spagna e Stati Uniti. Sin frenos conterrà 12 tracce in stile pop-rock con influenza di musica messicana. L'album contiene anche una canzone cantate insieme a Marc Anthony, chiamata Recuérdame.

## Tracklist
- Que te quería
- Me duele
- Mis labios por tus piernas
- Te quiero
- Sin frenos
- Recuerdame
- Esta noche no
- Es cierto
- Te supieron a poco
- Quiereme mucho
- Engañame
- Sin salida
- Recuerdame (con Marc Anthony)

## Singoli estratti
- Que te quería